# Giuseppe Cantù
Giuseppe Giacomo Achille Cantù (Orzinuovi, 24 maggio 1873 – New York, 25 ottobre 1940) è stato un militare e politico italiano.

## Biografia
Ammesso all'Accademia navale di Livorno nel 1888, imbarcato per la prima volta il 1º luglio 1889 sulla Francesco Caracciolo, dal 2 luglio 1893 è guardiamarina nel corpo dello Stato maggiore generale della Regia marina, assegnato al 3º dipartimento marittimo. Nel 1903 è aiutante di bandiera del comandante dell'Accademia navale.
Nel 1918, appena promosso capitano di vascello, viene assegnato all'Accademia navale, dove rimane fino al 1922 come comandante in seconda e comandante. Si trasferisce successivamente al dipartimento marittimo di Pola e al comando militare marittimo di Venezia. Sottocapo di Stato maggiore della marina dal 1º aprile 1925, comandante del dipartimento marittimo dell'alto Adriatico nel 1929, dal 1931 al collocamento a riposo è direttore generale del personale e dei servizi militari al Ministero della marina, membro del Consiglio superiore dell'educazione nazionale, presidente del Consiglio superiore di marina, presidente del Comitato degli ammiragli.
Inviato a New York quale commissario italiano dell'esposizione internazionale viene a mancare a causa di un infarto.
Figlio dell'avvocato Giovanni Cantù e della signora Augusta Viola Cantù

## Carriera
- 2 luglio 1893 - guardiamarina
- 18 luglio 1895 - Sottotenente di vascello
- 26 maggio 1898 - Tenente di vascello
- 28 dicembre 1911 - Capitano di corvetta
- 9 settembre 1915 - Capitano di fregata
- 10 novembre 1918 - Capitano di vascello
- 1º luglio 1925 - Contrammiraglio
- 16 novembre 1926 - Ammiraglio di divisione
- 16 agosto 1923 - Ammiraglio di squadra